# Иловец (Новгородская область)
Иловец — деревня в Старорусском муниципальном районе Новгородской области, с весны 2010 года относится к Великосельскому сельскому поселению. На 1 января 2011 года постоянное население деревни — 8 жителей, число хозяйств — 4.
Деревня расположена на левобережье реки Белка, в 2 км к северо-востоку от деревни Большие Боры. Деревня находится на Приильменской низменности на высоте 41 м над уровнем моря.

## Население
| 2010 | 2011 | 2012 | 2013 |
| ---- | ---- | ---- | ---- |
| 8    | →8   | ↘6   | →6   |

## История
До весны 2010 года входила в ныне упразднённое Большеборское сельское поселение.

## Транспорт
Через деревню проходит автодорога из д. Большие Боры в д. Голузино. Ближайшая железнодорожная станция расположена в Тулебле.